# ヴェンデルシュタイン山
ヴェンデルシュタイン (Wendelstein) は、ドイツ南部のバイエルンアルプスにそびえる山。
ヴェンデルシュタイン山塊の最高峰で標高は1,838メートル。北石灰岩アルプス山脈にあるバイエルンプレアルプス東部の、マングファル山地に属する。露出した立地のため、バイエルンアルプス前地越しによく見渡せる。ライツァッハ川とイン川に挟まれた渓谷に位置し、東側からはラック式鉄道のヴェンデルシュタイン鉄道、西側からはロープウェー (Wendelstein Cable Car) の利用により山頂付近まで到達できる。
マングファル川の支流へ合流するイェンバッハ川が山の北側に端を発する。渓谷の集落にはブランネンブルク、バイリッシュツェル、オスターホーフェンがある。

## 地形
山は主に三畳紀後期のカサノリ目によるヴェッターシュタイン石灰岩から成る 。
カサノリ目の生息地は熱帯地方の浅い礁湖である。岩石の色は灰白色と染みの付いた薄灰色で異なる。

## 気候
年間降水量は1,714mm。ドイツ国内で上位20位以内となる非常に多い降水量がある。ドイツ気象局測候所の観測地点の99%は、ヴェンデルシュタイン山よりも少ない数値を記録する。最少雨月は10月。最多雨月の7月の降水量は10月と比較して2.6倍になる。降水量の年による変動量は極めて大きい。ドイツ国内の測候所のうちの3％だけが、ヴェンデルシュタイン山よりも高い変動量を記録する。
| ヴェンデルシュタイン山の気候 | ヴェンデルシュタイン山の気候 | ヴェンデルシュタイン山の気候 | ヴェンデルシュタイン山の気候 | ヴェンデルシュタイン山の気候 | ヴェンデルシュタイン山の気候 | ヴェンデルシュタイン山の気候 | ヴェンデルシュタイン山の気候 | ヴェンデルシュタイン山の気候 | ヴェンデルシュタイン山の気候 | ヴェンデルシュタイン山の気候 | ヴェンデルシュタイン山の気候 | ヴェンデルシュタイン山の気候 | ヴェンデルシュタイン山の気候 |
| 月                           | 1月                          | 2月                          | 3月                          | 4月                          | 5月                          | 6月                          | 7月                          | 8月                          | 9月                          | 10月                         | 11月                         | 12月                         | 年                           |
| ---------------------------- | ---------------------------- | ---------------------------- | ---------------------------- | ---------------------------- | ---------------------------- | ---------------------------- | ---------------------------- | ---------------------------- | ---------------------------- | ---------------------------- | ---------------------------- | ---------------------------- | ---------------------------- |
| 最高気温記録 °C （°F）       | 18 (64)                      | 20 (68)                      | 23 (73)                      | 29 (84)                      | 35 (95)                      | 35 (95)                      | 36 (97)                      | 37 (99)                      | 31 (88)                      | 26 (79)                      | 23 (73)                      | 19 (66)                      | 37 (99)                      |
| 平均最高気温 °C （°F）       | 3 (37)                       | 5 (41)                       | 10 (50)                      | 15 (59)                      | 20 (68)                      | 23 (73)                      | 24 (75)                      | 24 (75)                      | 19 (66)                      | 15 (59)                      | 7 (45)                       | 3 (37)                       | 14 (57.1)                    |
| 平均最低気温 °C （°F）       | −4 (25)                      | −3 (27)                      | 1 (34)                       | 4 (39)                       | 8 (46)                       | 12 (54)                      | 13 (55)                      | 13 (55)                      | 10 (50)                      | 6 (43)                       | 1 (34)                       | −3 (27)                      | 4.8 (40.8)                   |
| 最低気温記録 °C （°F）       | −19 (−2)                     | −16 (3)                      | −17 (1)                      | −7 (19)                      | 0 (32)                       | 4 (39)                       | −2 (28)                      | 4 (39)                       | 1 (34)                       | −6 (21)                      | −20 (−4)                     | −19 (−2)                     | −20 (−4)                     |
| 降水量 mm （inch）           | 59 (2.32)                    | 87 (3.43)                    | 103 (4.06)                   | 100 (3.94)                   | 121 (4.76)                   | 151 (5.94)                   | 166 (6.54)                   | 151 (5.94)                   | 122 (4.8)                    | 80 (3.15)                    | 95 (3.74)                    | 77 (3.03)                    | 1,312 (51.65)                |
| 平均降雨日数                 | 8                            | 8                            | 12                           | 14                           | 14                           | 16                           | 15                           | 13                           | 13                           | 12                           | 10                           | 9                            | 144                          |
| 平均降雪日数                 | 4                            | 5                            | 4                            | 2                            | 0                            | 0                            | 0                            | 0                            | 0                            | 0                            | 3                            | 6                            | 24                           |
| 出典：                       |                              |                              |                              |                              |                              |                              |                              |                              |                              |                              |                              |                              |                              |

## 開発

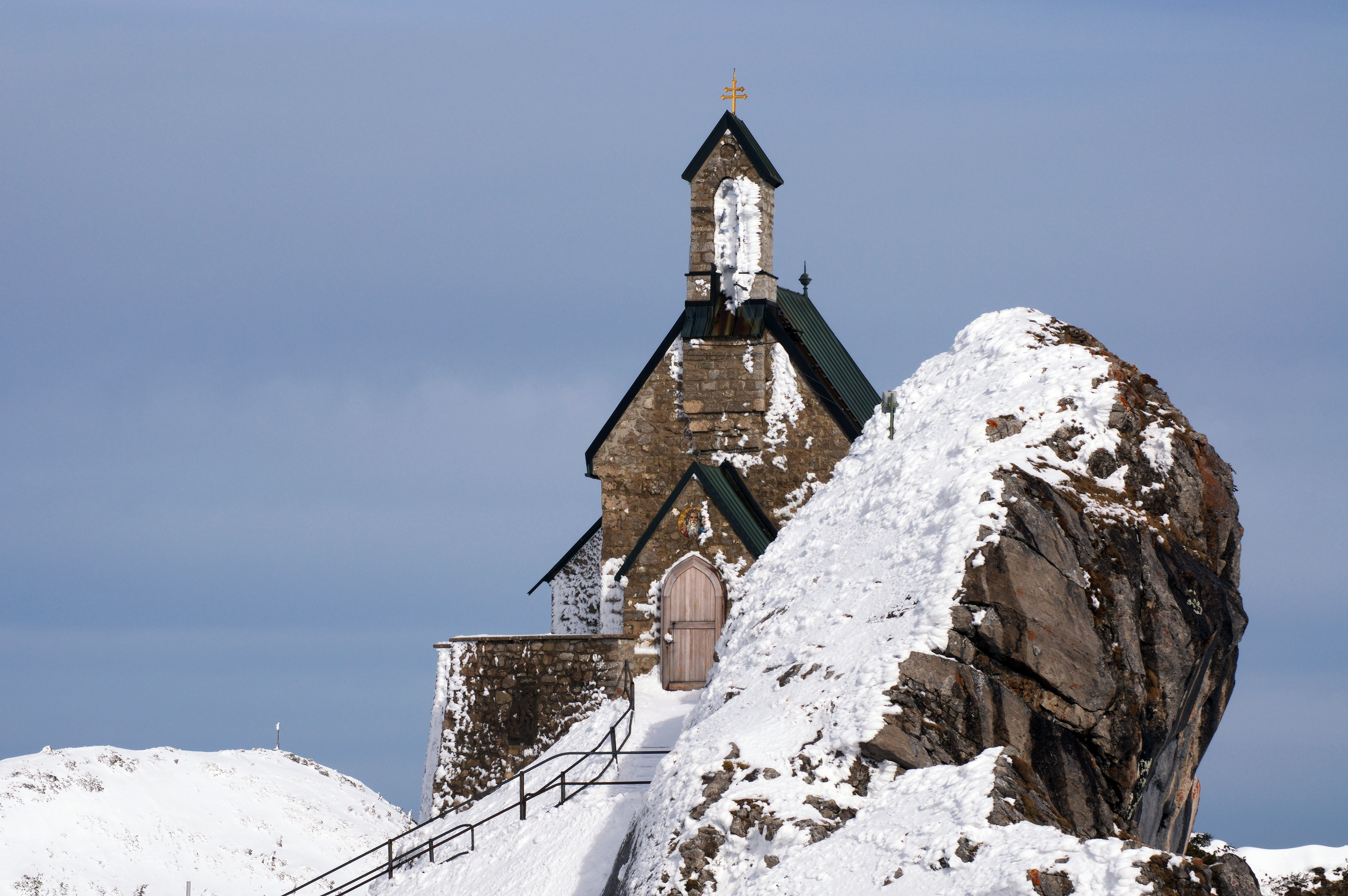
ヴェンデルシュタイン教会

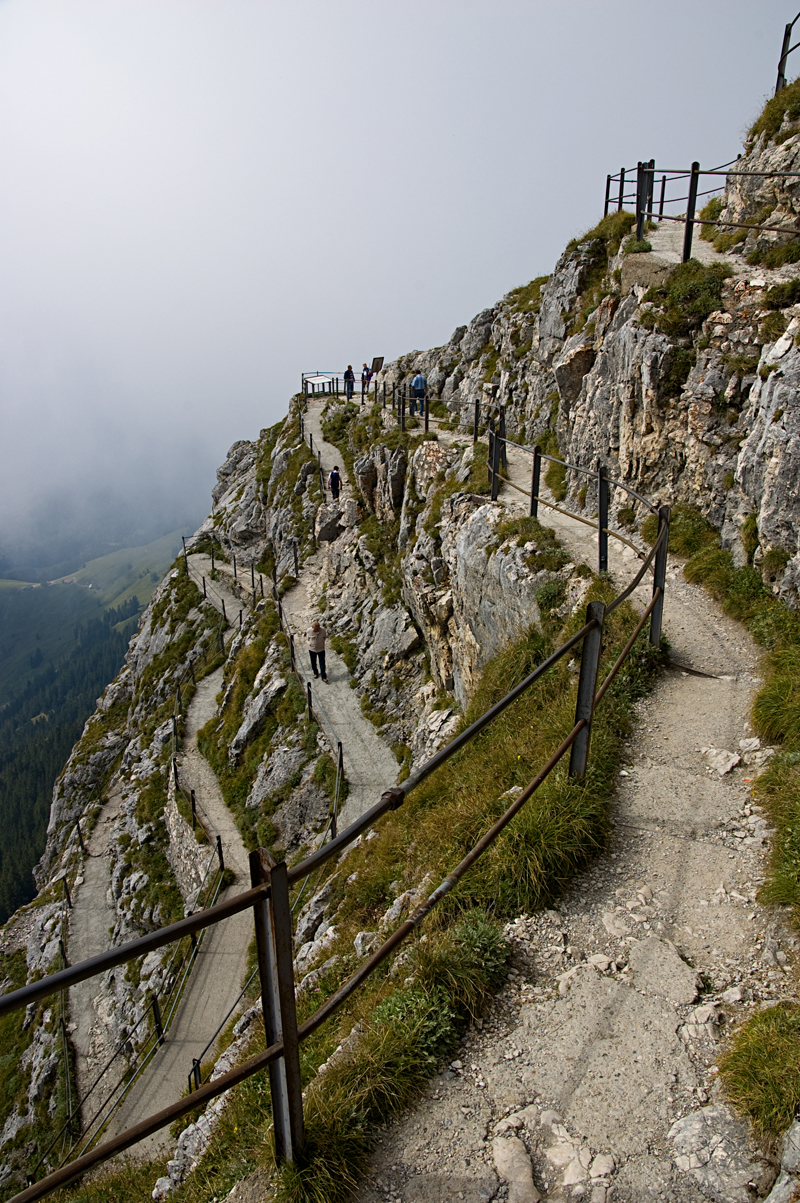
駅周辺と山頂をつなぐ小道

山頂にはチャペル、天文台、測候所、ジオパーク、遠くから見ることができるバイエルン放送の送信アンテナ塔がある。
山頂から約100m下った、ヴェンデルシュタインとシュヴァイガーヴァント (Schwaigerwand) の間の尾根に、宿とヴェンデルシュタイン鉄道とロープウェーの駅、アンテナ塔の設備、山岳救助隊の山小屋、ヴェンデルシュタイン教会がある。
ヴェンデルシュタイン鉄道はオットー・ボン・シュタインバイスにより1912年に敷設されたラック式鉄道である。駅周辺の建物と山頂の間は多数のカーブや階段を設けてあり、未熟な登山者でも辿り着くことができるように舗装された小道でつながっている。
冬季は小道を通行できないため、山の中腹に天文台職員・測候所職員・中継局員用の駅接続リフトがある。鉄道近くの見どころは鍾乳石や石筍がよく発達した、夏に入ってもまだ氷の残るヴェンデルシュタイン洞窟である。

## ヴェンデルシュタイン教会
ヴェンデルシュタイン教会 (Wendelsteinkircherl) はドイツ国内最高所にある教会とされる。1889年7月1日に山頂から100m下の岩石の多い尾根に礎石が置かれ、翌1890年8月20日に教会が献堂された。堂内にPatrona Bavariae が置かれ、教会はブランネンブルクの聖母被昇天教区教会の衛星教会としてミュンヘン・フライジング大司教区によって運営されている。ドイツ国内最高所にある教会とする説明について、1981年にツークシュピッツェに建てられたツークシュピッツェ教会のような他の高所にある施設は教会ではなく礼拝堂とされる。定期的なミサと結婚式は夏に山の教会で行われる。

## ギャラリー

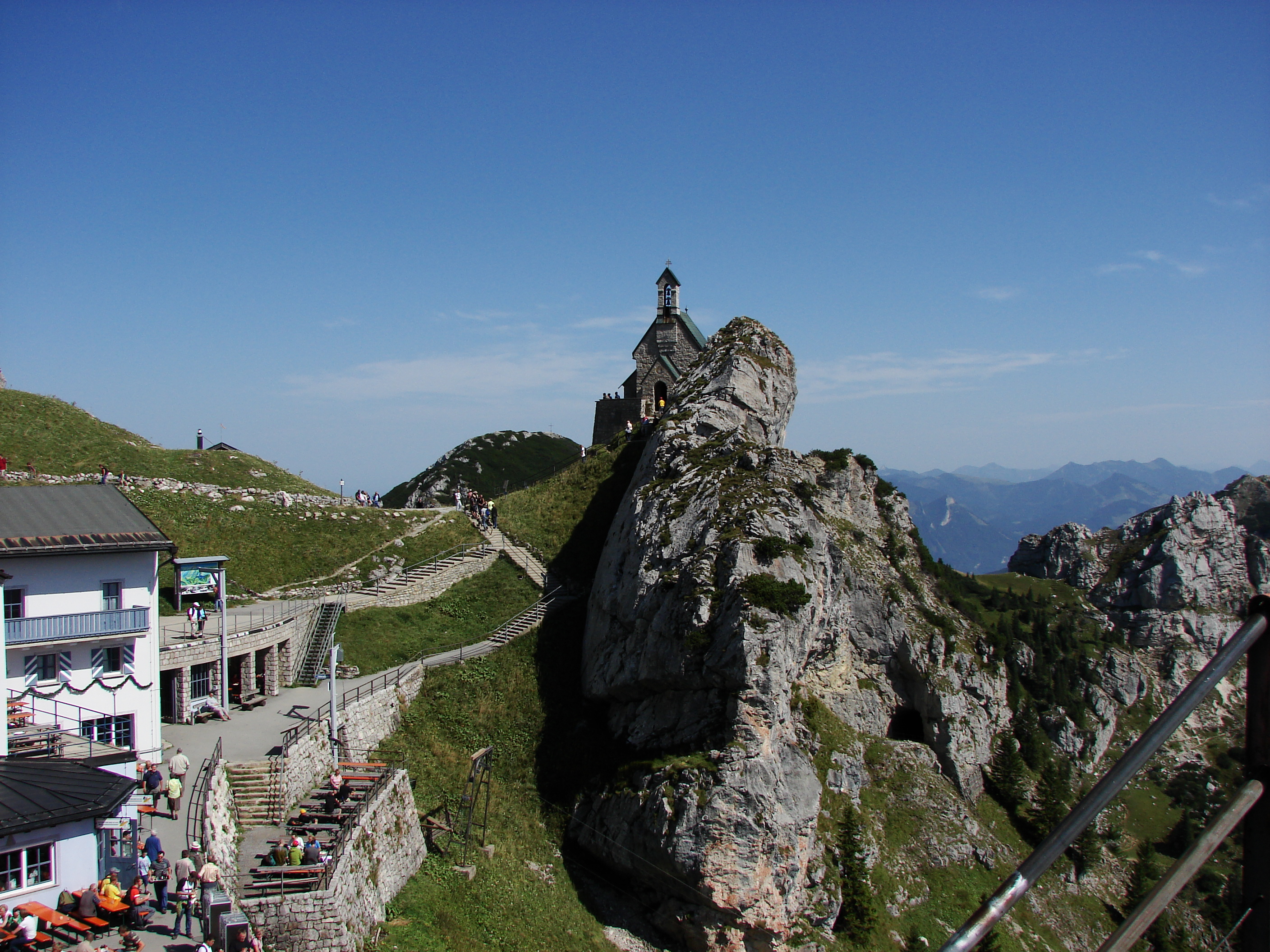
ヴェンデルシュタイン教会と周辺
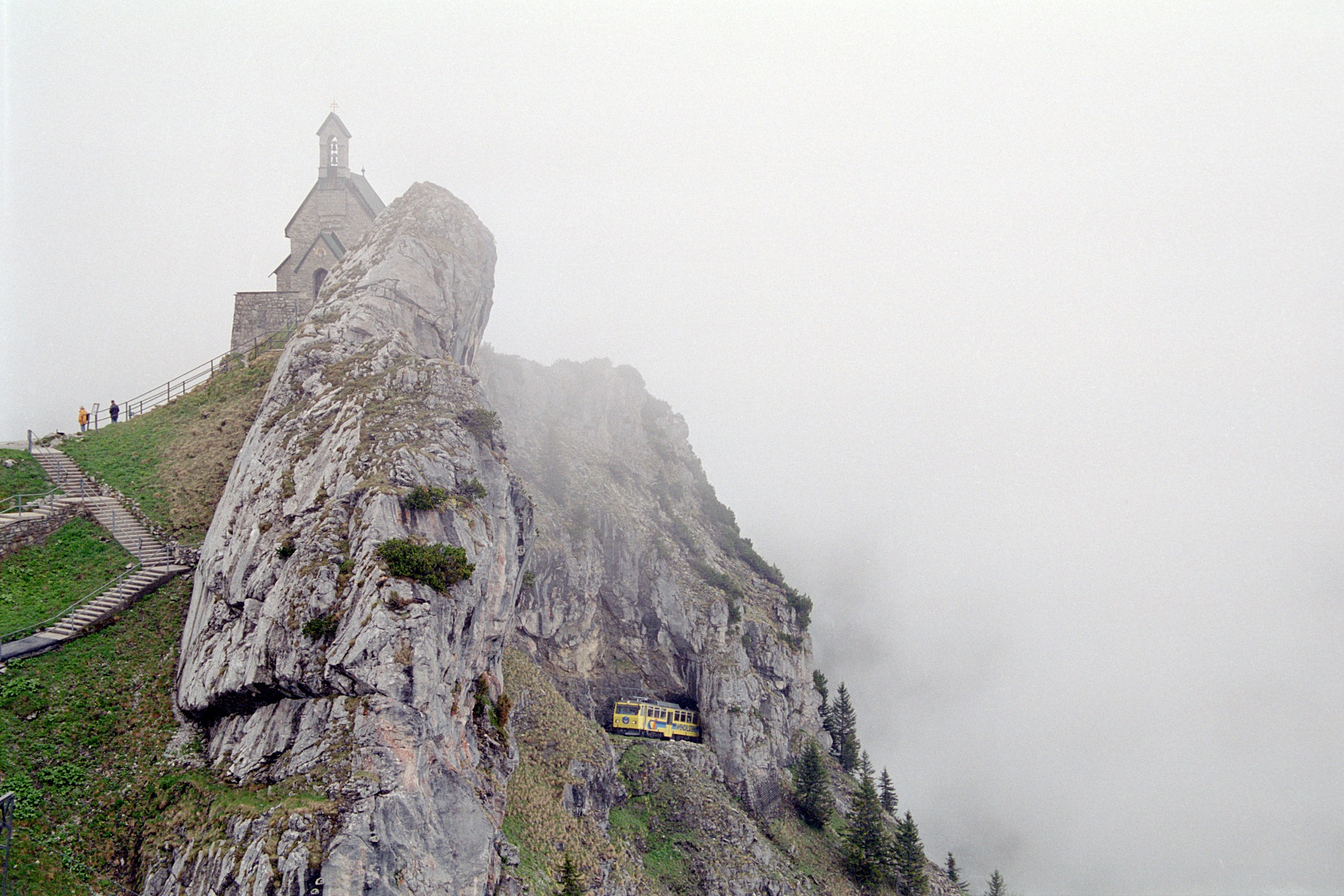
ヴェンデルシュタイン鉄道と教会
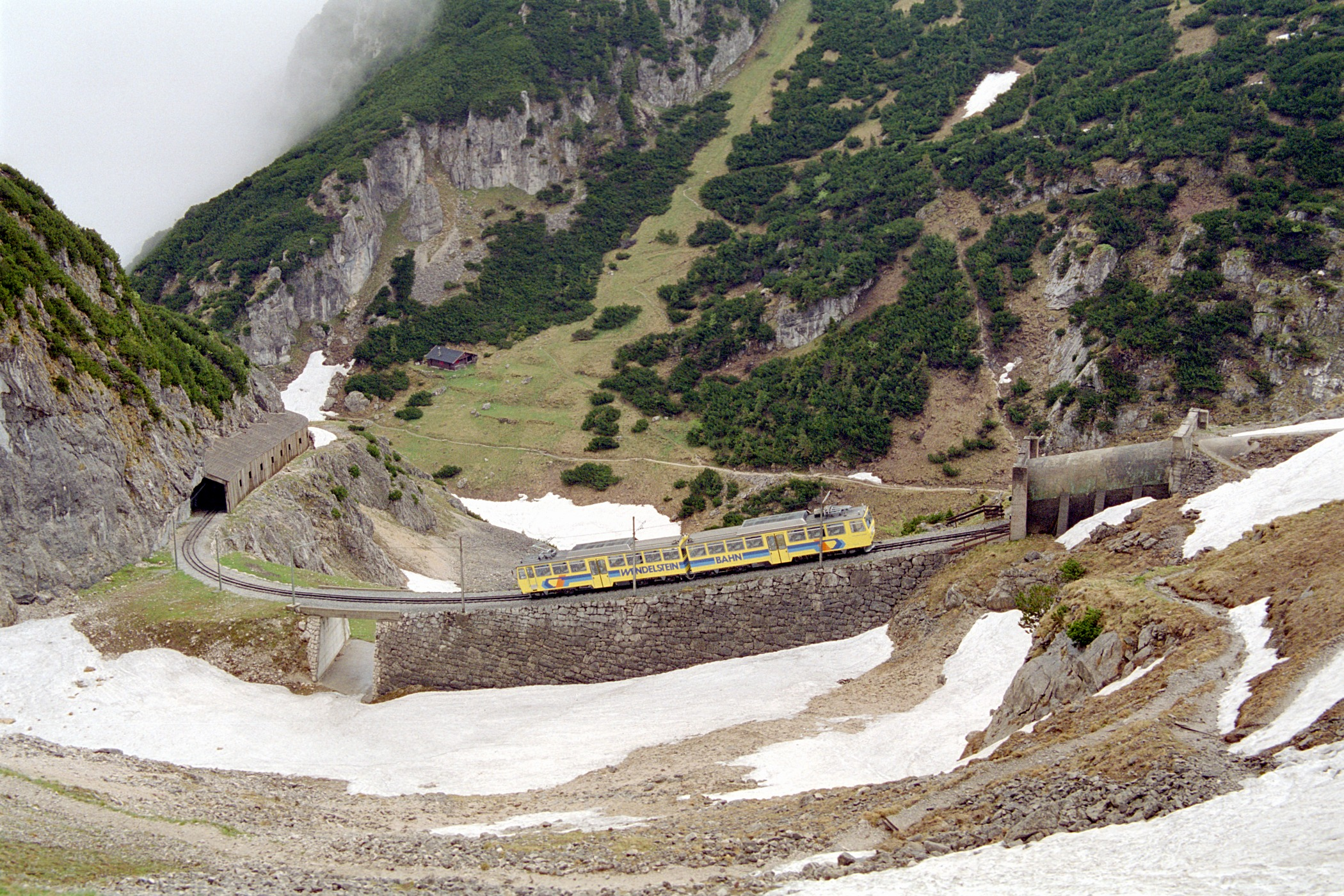
ヴェンデルシュタイン鉄道
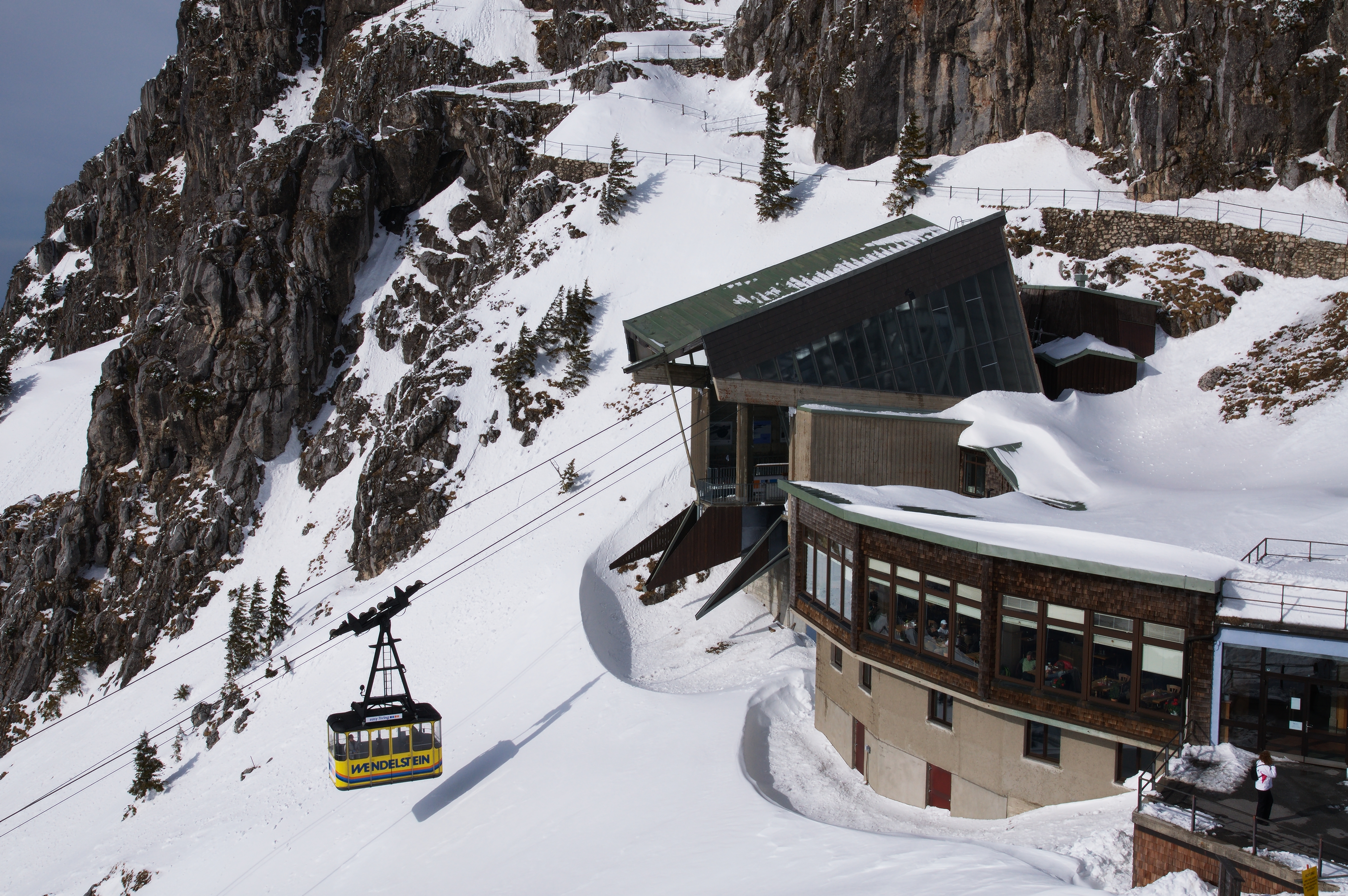
ロープウェー
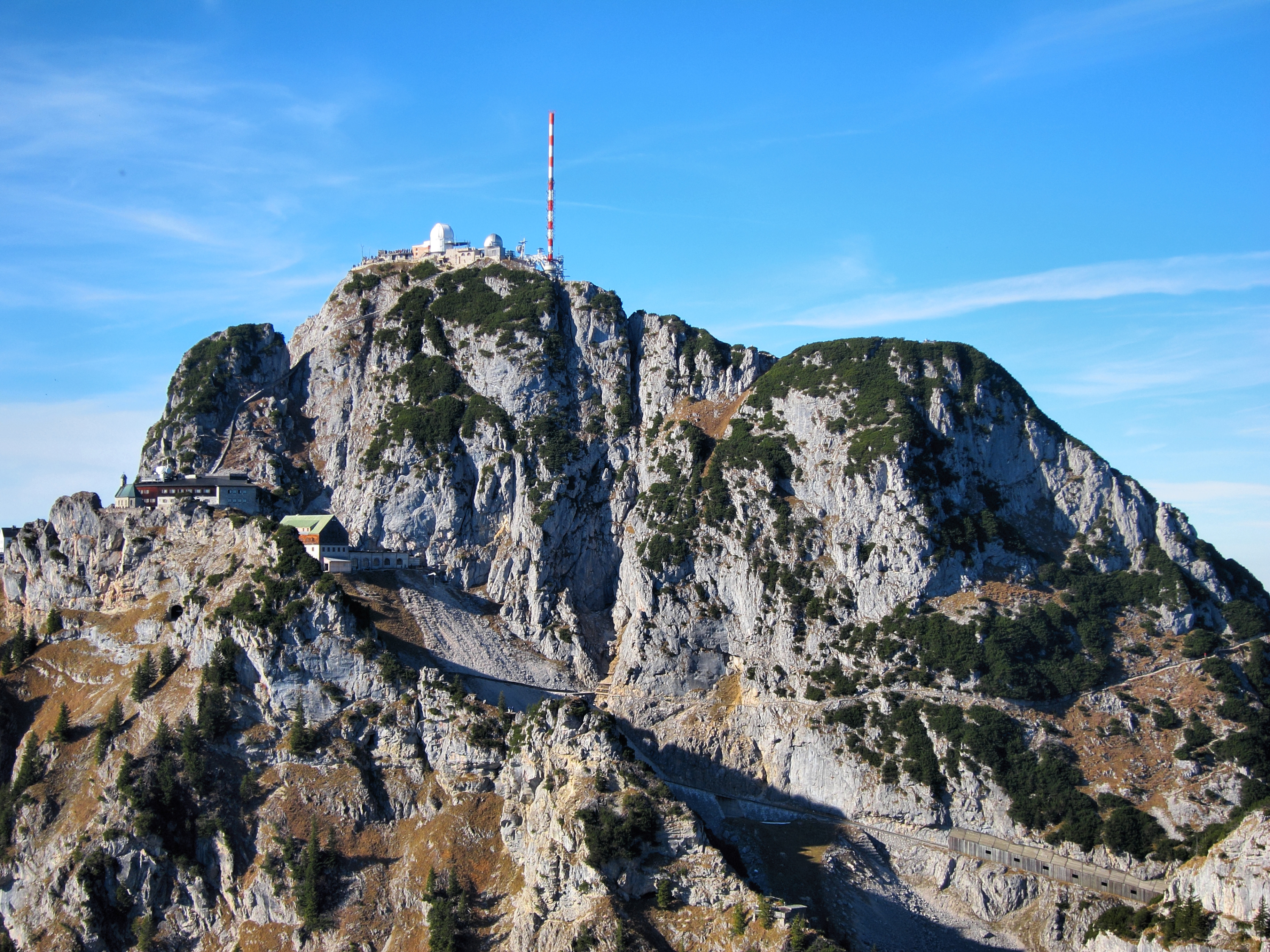
南側より望む
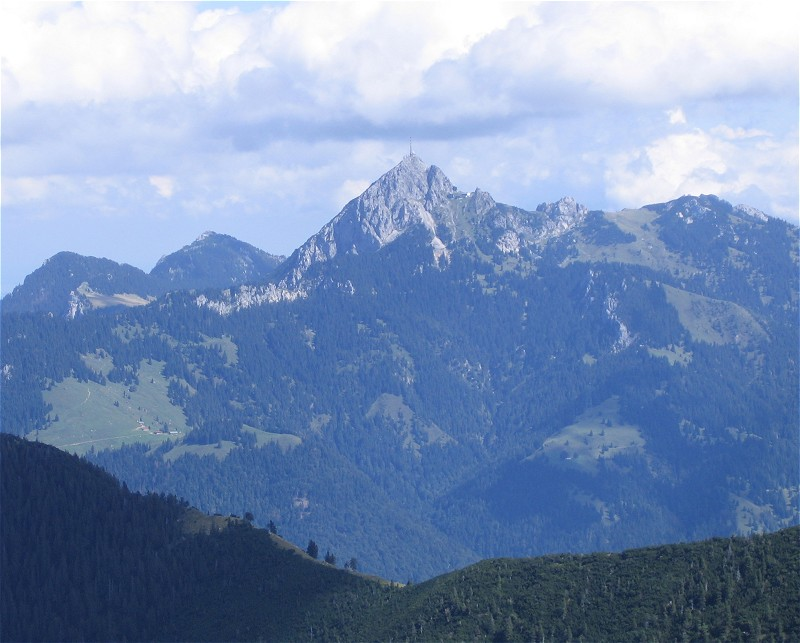
西側より望む
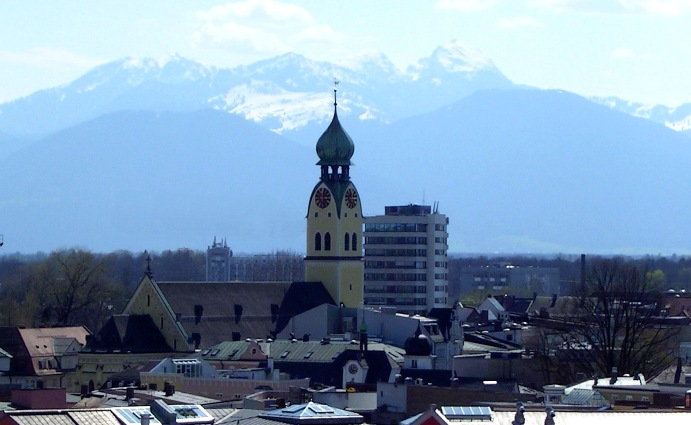
ローゼンハイムからの遠望（中央上）
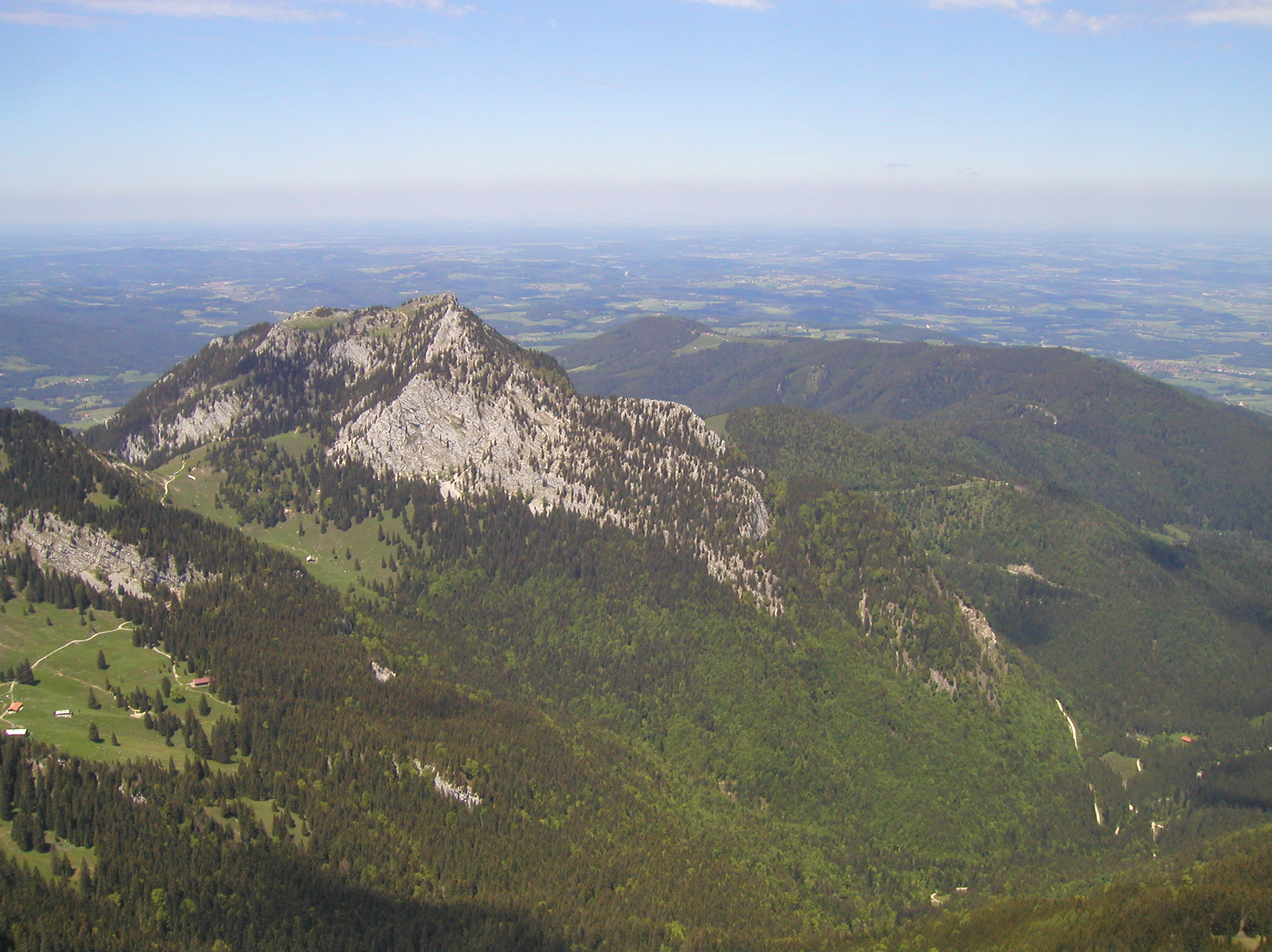
眺望
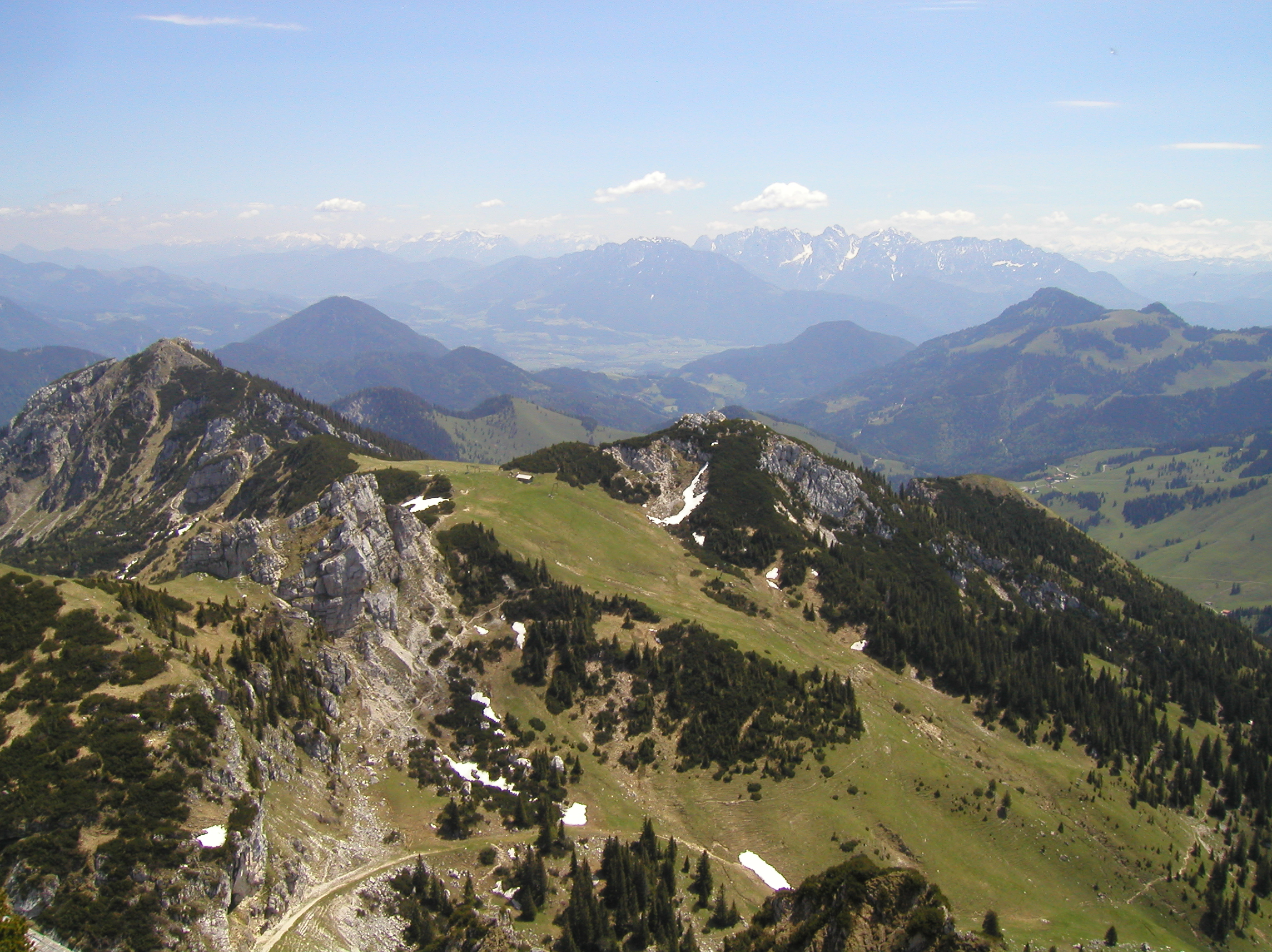
眺望